# Nowy dzień (program telewizyjny)
Nowy dzień (Nowy dzień z Polsat News) – serwis informacyjny, a zarazem pasmo telewizyjne kanału Polsat News. Emitowany również w Polsacie.

## Prowadzący[1][2]
- Mateusz Białkowski[3]
- Anna Nosalska[3]
- Bartosz Kwiatek
- Małgorzata Świtała[4][5]
- Karolina Soczewka[6]
- Łukasz Smardzewski[7]

Prowadzący przyjmują rolę gospodarza pasma i prezentera serwisów informacyjnych[wymaga weryfikacji?].